# ウクライナ・ソビエト社会主義共和国の国旗
ウクライナ・ソビエト社会主義共和国の国旗は、その施行規則によれば「ウクライナ共和国の主権、他の対等なソビエト連邦構成共和国との自発的交流、労働者・農民・知識人の破られることのない団結、共産主義社会を築くすべての民族・国籍の労働者の友好と兄弟愛の象徴」とされる。

## 変遷
1917年12月にハリコフで発足したソビエト派ウクライナ人民共和国（後にウクライナ・ソビエト共和国を経てウクライナ社会主義ソビエト共和国となる）は、ロシア共和国人民委員会議が唯一の合法的なウクライナ政府と認めたものであった。
現代のいくつかのソースでは、ウクライナ人民共和国の国旗はカントンに青と黄色の水平帯（これは上下逆の場合もある）を表示した赤旗とされているが、これには同時代の史料に言及がないという異論もある。また、同時期のドネツク＝クリヴォーイ・ローク・ソビエト共和国国旗を「上から白・緑・黒の三色帯をカントンに表示した赤旗」とする意見もあるが、これも信頼に足るソースを欠いている。
その後、ウクライナ革命を経て1919年1月6日にボリシェヴィキがウクライナ社会主義ソビエト共和国の成立を宣言すると、3月10日に全ウクライナ中央執行委員会 (uk) は第3期全ウクライナ・ソビエト大会 (en) 最初のウクライナ共和国憲法を承認し、14日に最終版を採択した（これは、1918年のロシア共和国憲法が定めた貿易旗・海上旗・軍旗に関する規定の完全なコピーである）。
実際には、この時期にはロシア共和国の国旗と同様に国名の文字が金枠で分割されたものや、国名表記がロシア語の «У.С.С.Р.» ではなくウクライナ語の «У.Р.С.Р.» とされたもの、さらに赤旗でなく青と黄色の水平二分旗上に «У.Р.С.Р.» と表示したものも使用されていたとみられる。

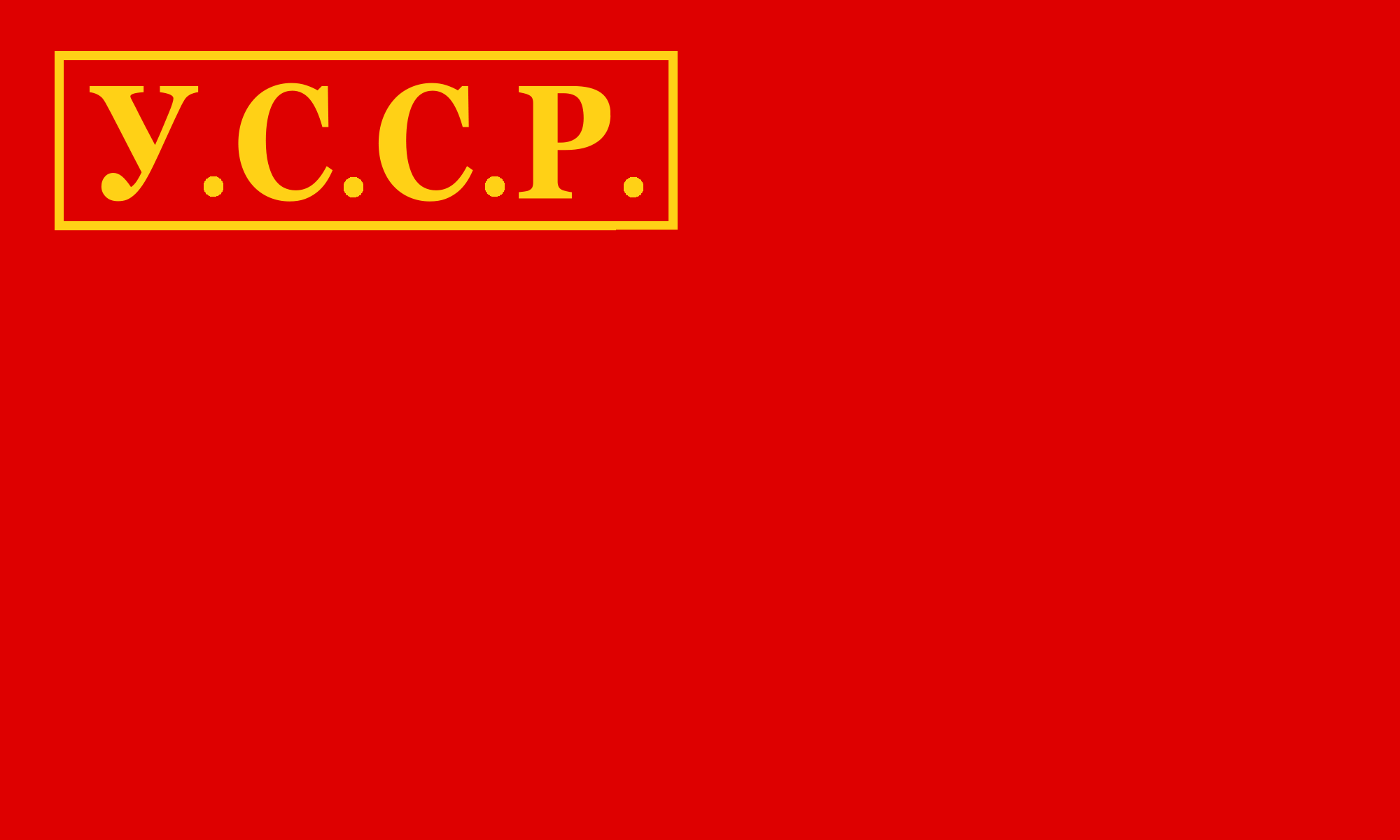
1921年8月10日から1923年1月15日までの貿易旗

1921年7月27日に中央執行委員会は委員会令により、漁船旗について「大きな白文字で «У.С.С.Р.» と、その下部に旗の高さの半分、幅の8分の1の大きさの白い魚を表示した縦横比1:2の赤旗」を、8月10日には貿易旗について「金枠で囲まれ、金文字で «У.С.С.Р.» と表示した赤い領域を左隅に持つ赤旗」を承認した。しかし、ソビエト連邦発足に際して1923年1月15日に発された中央執行委員会議長令においては、貿易旗と漁船旗のデザインは1919年からの国旗デザインと統合された。

1919年3月14日から1929年6月23日までの国旗

1926年4月3日にウクライナ共和国NKVDが公布した規則にはこうある。
1927年7月には、ウクライナ人民委員会議および中央執行委員会が「言語の平等およびウクライナ文化の発展の実現について」の勧告を発し、また、行政法によっても「国旗において、表記される言語はウクライナ語でなければならず、民族地域ではウクライナ語に加え少数民族語でも国旗に注記が許可されるべきであると言わざるを得ない」と求められた。そして、1929年6月23日からの新憲法第81条により、国名のウクライナ語表記 «У.С.Р.Р.» は正式なものとなった。

1929年6月23日から1937年1月30日までの国旗

1937年1月30日からのソ連憲法（いわゆるスターリン憲法）の第144条により、ウクライナの国旗には鎌と槌が追加され、代わりに国名は略記以外認められなくなった（ただし、1945年に国連本部に掲げられたウクライナ国旗には «Українська С.С.Р.» の文字があった）。

1937年1月30日から1949年11月21日までの国旗

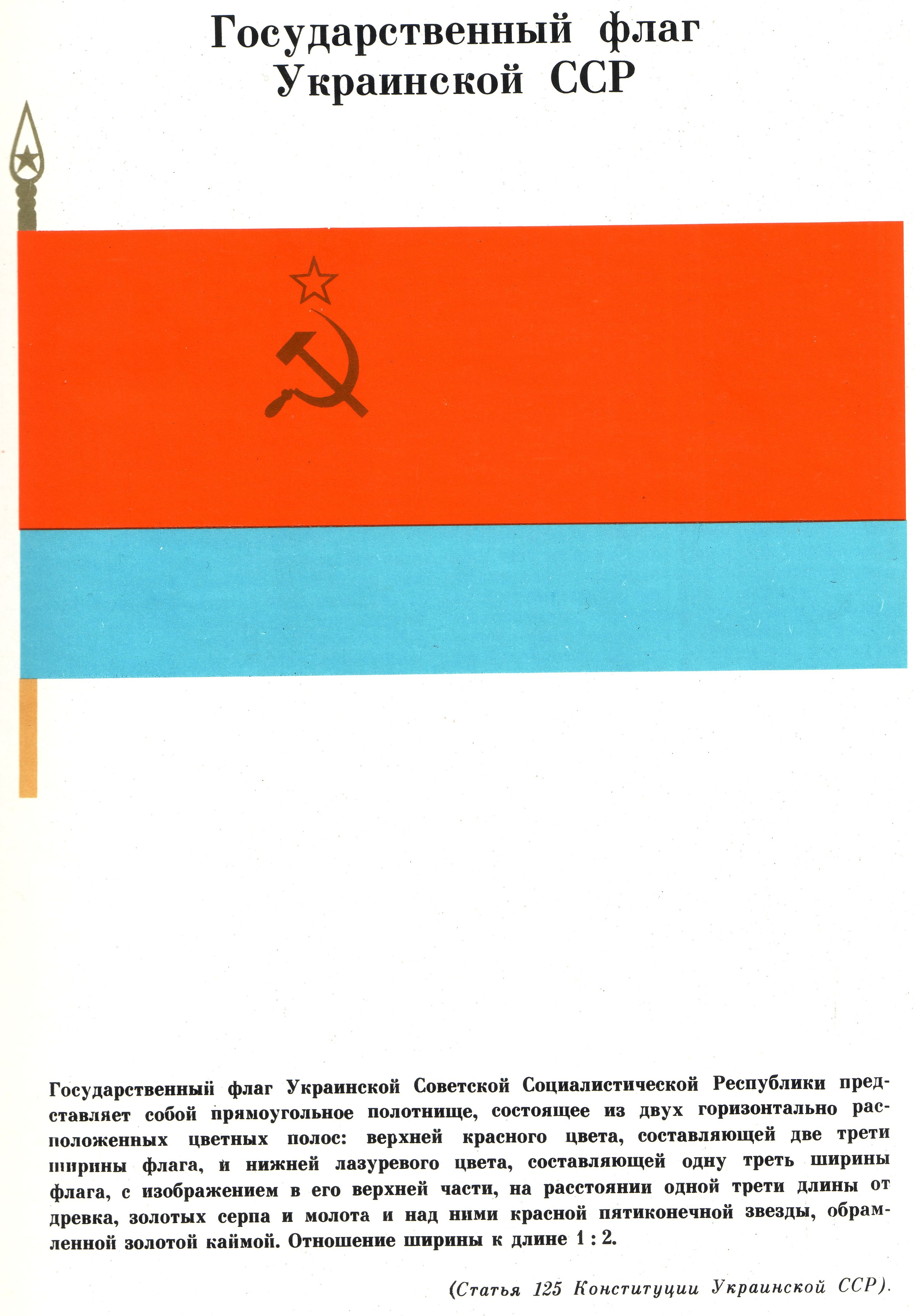
1949年11月21日からソビエト連邦の崩壊までの国旗とその細則

1949年11月21日に採択され、翌1950年7月5日にウクライナ最高会議が承認した「ウクライナ・ソビエト社会主義共和国の国旗に関する規則」により、新たなウクライナ国旗は次のように定められた。
紺青色の帯は、雄大さや人民の美しさ、そしてボフダン・フメリニツキーを象徴するものと説明された。1981年4月6日には、ウクライナ最高会議幹部会令により、国旗に関する細則が補足された。
1980年代後半からすでに、青と黄色の水平二分旗は非公式な国旗として全国に広まっていたが、1991年8月24日にウクライナがソビエト連邦から独立し、同年9月18日に青黄旗は公式旗として合法化された。この旗は未だ国旗としての地位を与えられていなかったにもかかわらず、国旗として広く使用され始めた（条文には縦横比の規定はないが、通用されたのは1:2の旗であった）。そして翌1992年1月28日、縦横比2:3の青黄旗が、正式に新たなウクライナ国旗となった。